# H. S. Prannoy

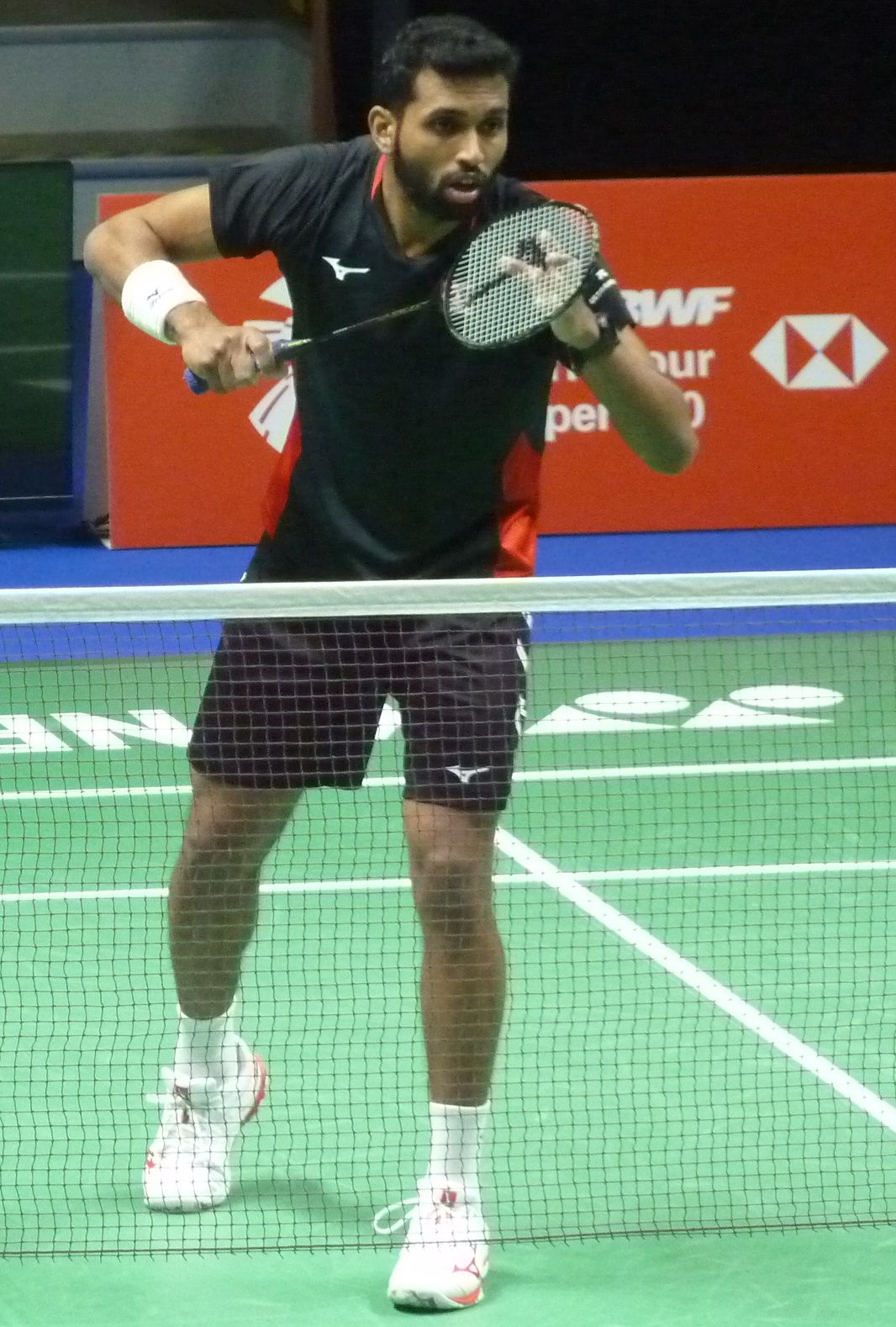
H. S. Prannoy, 2022

H. S. Prannoy (vollständig Prannoy Haseena Sunil Kumar; * 17. Juli 1992 in Neu-Delhi) ist ein indischer Badmintonspieler.

## Karriere
H. S. Prannoy gewann bei der Badminton-Juniorenweltmeisterschaft 2010 Bronze und bei den Olympischen Jugend-Sommerspielen Silber im Herreneinzel. 2011 nahm er an der India Super Series teil und wurde Zweiter bei den Bahrain International 2011. 2012 startete er bei den Asienmeisterschaften und belegte Rang neun bei den Vietnam Open 2012.